# آورانویل
آورانویل (به فرانسوی: Avranville) یک کمون در فرانسه است که در canton of Coussey واقع شده‌است. آورانویل ۱۰٫۸۹ کیلومتر مربع مساحت دارد ۴۰۰ متر بالاتر از سطح دریا واقع شده‌است.